# Le Détournement
Pour les articles homonymes, voir Détournement.
Pour plus de détails, voir Fiche technique et Distribution.
Le Détournement (Hijack '93) est un film catastrophe nigérian de 2024 réalisé par Robert O. Peters et écrit par Musa Jeffery David. Il est basé sur le détournement réel de la compagnie aérienne Nigerian Airways du 25 octobre 1993,. 
Le film met en vedette Skipper (Nnamdi Agbo), Eruku (Adam Garba), Owiwi (Allison Emmanuel) et Iku (Oluwaseyi Akinsola), un groupe de quatre adolescents armés de pistolets et d'un bidon d'essence qui prennent le contrôle d'un avion nigérian, exigeant que le général Ibrahim Babangida, alors ministre de la Défense du Nigéria, démissionne de ses fonctions. Leurs revendications politiques demandent également la fin de la corruption du gouvernement et des violations des droits de l'homme. 
Le casting comprend également Sam Dede, Bob Manuel, John Dumelo, Idia Aisien, Nancy Isime, Efa Iwara et Sharon Ooja.
Le film est diffusé pour la première fois sur Netflix le 25 octobre 2024, ouvert à un public international. Il obtient rapidement gagné une audience importante, réalisant 3,2 millions de vues et obtenant la 9e place dans la liste des dix meilleurs titres de Netflix Nigeria au cours de sa première semaine, ce qui en fait le quatrième titre de Nollywood de 2024 à atteindre cette étape.

## Synopsis
Le film s'ouvre avec quatre membres du Mouvement pour l'actualisation de la démocratie : Nnamdi Agbo (surnommé Skipper), Adam Garba (Eruku), Allison Emmanuel (Owiwi) et Oluwaseyi Akinsola (Iku), incarnant respectivement Richard Ajibola Ogunderu, Kabir Adenuga, Benneth Oluwadaisi et Kenny Razak-Lawal. Ils se rendent à l'aéroport international de Lagos pour embarquer à bord d'un Boeing 747 de Nigerian Airways (Airbus A310 pour le détournement réel), piloté par le capitaine Ambrose (John Dumelo) et le capitaine Odion (Efa Iwara), pour un vol de routine prévu au départ de Lagos pour Abuja le 25 octobre 1993. À bord se trouvent des passagers d'horizons divers, parmi lesquels de hauts fonctionnaires, des hommes d'affaires et des citoyens ordinaires, tous ignorants de l'épreuve qui les attend. Un membre de l'équipage de cabine a déjà caché des armes et des munitions dans les toilettes de l'avion.
Peu de temps après le décollage, l'atmosphère change radicalement lorsque les quatre adolescents nigérians armés – Kayode, Owiwi, Omar et Skipper – prennent le contrôle de l'avion. Ils annoncent : « Mesdames et messieurs, cet avion a été pris d'assaut par MAD Men, Mouvement pour l'Actualisation de la Démocratie… MAD… Restez calmes, nous ne vous ferons aucun mal. Vous serez informés de l'endroit où l'avion atterrira ». La tension monte tandis qu'ils brandissent leurs armes, exigeant que le pilote change de cap pour se diriger vers Francfort, en Allemagne. Alors que la panique se répand parmi les passagers, les pirates de l'air révèlent leurs motivations : ils exigent la démission du général Sani Abacha, ministre de la Défense du Nigeria, et appellent à la fin de la corruption du gouvernement et des violations des droits de l'homme. Par leurs actions de défi, les pirates de l'air forcent le monde à faire face à l'instabilité politique du Nigeria.
En raison d'un manque de carburant, l'avion doit faire une escale et les pilote réussissent à convaincre les pirates de l'air à le laisser atterrir à Niamey, au Niger. Les négociations commencent et une passagère parlant anglais et français est réquisitionnée pour faire l'interprète. Rapidement, le détournement attire l'attention internationale, les chaînes d'information diffusant l'incident dans le monde entier.
Alors que le temps s'écoule, les tensions entre les pirates de l'air et les otages atteignent un point critique. Les autorités préparent une opération de sauvetage risquée, les forces de sécurité nigérianes (arrivées sur place entre temps) coordonnant les efforts pour résoudre l'impasse. À la tombée de la nuit, Owiwi perd son sang-froid, menaçant de tuer un passager pour démontrer son sérieux, même si tout le monde sait qu'il est peu probable qu'il passe à l'acte. Le capitaine Kenneth Dokunbo (Bob Manuel), commandant des forces spéciales, prend en charge la situation. Pendant ce temps, ils découvrent que Rong Yiren (Lee Zhang dans le film), le fils de l'ambassadeur de Chine au Nigeria, est également à bord du vol. Le commandant se rend compte qu'une mission de sauvetage pourrait potentiellement maîtriser les pirates de l'air, mais ils ne peuvent pas risquer sa vie. 
Les autorités nigériennes exigent la libération de dix passagers de haut rang, faute de quoi les familles des quatre adolescents seront torturées. Cette situation met les pirates dans une situation de stress extrême et provoque d'intenses débats entre eux. Ils comprennent qu’ils ne pourront plus obtenir tout ce qu’ils exigent. L'avion est réapprovisionné en carburant, mais juste assez pour faire fonctionner les appareils de bord ; ils ne peuvent pas redécoller. 
Les gardes du corps du fils de l'ambassadeur tentent de désarmer les otages une fois la nuit tombée, mais leur assaut échoue et ils sont enfermés. Les désaccords entre les quatre pirates de l'air deviennent de plus en plus forts. Une femme enceinte accouche dans l'avion ; en discutant avec elle, un de ses ravisseurs lui apprend qu’il a perdu sa petite fille dans une fusillade. Elle lui suggère de laisser derrière lui cette tristesse et d'abandonner la prise d'otage.
Les forces nigériennes font monter de la nourriture à bord, et empoisonnent la ration de Lee Zhang. Un docteur monte à bord pour soigner sa fièvre et réussit à convaincre les pirates de l'air de le laisser sortir. Finalement, les pirates de l'air libèrent les femmes et les enfants, indiquant ainsi leur volonté de se rendre. Ils posent cependant des conditions pour libérer les derniers passagers : parler à un journaliste international et être jugés au Niger. 
Tandis que trois pirates de l'air reconnaissent leur défaite, le dernier du groupe devient de plus en plus énervé et menaçant et menacent de mettre le feu à l'avion et tuer les otages. Alors que ses compères tentent de le maîtriser, il tire, mais c'est Marie, la passagère interprète, qui est grièvement touchée. Rapidement, une ambulance arrive pour l'évacuer, mais il s'agit d'une ruse : les soldats nigériens lancent une opération de secours, échangent plusieurs coups de feu et pénètrent dans l'appareil. Tous les otages restants sont sortis de l'avion et les quatre pirates de l'air, dont un blessé, sont arrêtés. Une des hôtesses, qui était de mèche avec les preneurs d'otage, est également arrêtée.

## Fiche technique
- Titre original : Hijack '93
- Titre français : Le Détournement
- Réalisation : Robert O. Peters
- Scénario : Musa Jeffery David
- Photographie : Samuel Jonathan
- Montage : Johan Venter
- Musique :
- Production :
- Sociétés de production :
- Pays de production : Nigeria
- Langues originales : anglais, pidgin nigérian, igbo, yoruba, français
- Format : couleur
- Genre : catastrophe
- Durée : 87 minutes
- Dates de sortie[4] :
  - Internet : 25 octobre 2024

## Distribution

### Pirates de l'air
- Nnamdi Agbo : Omar (Skipper)
- Adam Garba : Kayode (Eruku)
- Allison Emmanuel : Ben (Owiwi)
- Oluwaseyi Akinsola : Dayo (Iku)

### L'équipage
- Sharon Ooja : Ada
- Nancy Isime : Iyabo
- Jemima Osunde : Temitope
- Idia Aisien (en) : Ese
- John Dumelo : capitaine Ambrose[5]
- Efa Iwara (en) : capitaine Odion

### Personnages secondaires
- Bob Manuel : lieutenant Dokunbo
- Jessica Lorraine : Marie
- Sam Dede : Mallam Jerry
- Ego Nwosu : Rev Sis Lola
- Kalu Ikeagwu : Ben Senior
- Pasha Bay : capitaine Gana
- David A. Obasa :  Dr Moussa
- Akash : Lee Zhang
- Freddie George : Mazi Igbokwe
- Sani Mua'za : le juge Tanko
- Yakubu Mohammed : Usman

## Production

### Développement
En mai 2021, il a été annoncé que trois cinéastes nigérians Rogers Ofime, Charles Okpaleke et Agozie Ugwu, ainsi que Play Network Studios, Native Media TV et le cinéaste britannique Femi Oyeniran, s'étaient associés pour produire un nouveau film, Hijack '93,, basé sur l'histoire vraie du détournement d'avion de 1993. La production a reçu le soutien du ministère du Commerce international du Royaume-Uni (DIT) et du British Film Institute (BFI), pour donner vie à l'événement à travers le cinéma,,.

### Tournage
Le tournage principal a commencé en mai 2023 aux studios Play Network au Nigéria,, qui a déjà collaboré avec Charles Okpaleke sur Nneka the Pretty Serpent, Living in Bondage: Breaking Free, Rattle Snake: The Ahanna Story et Glamour Girls. L'annonce a été faite par Charles Okpaleke, qui a déclaré :
Vous souvenez-vous de l'histoire des adolescents qui ont détourné un avion de Nigerian Airways à destination d'Abuja et l'ont détourné vers le Niger en 1993 ? Les quatre garçons (qui ont maintenant la cinquantaine) ont passé plus d'une décennie en prison. J'ai eu le privilège d'interviewer trois d'entre eux il y a deux ans et ils m'ont donné une explication détaillée sur la façon dont ils ont réalisé le tout premier détournement d'avion au Nigeria. Leur histoire est actuellement adaptée en long métrage par Play Network Studios et Native Media pour que le monde entier puisse la voir.

### Post-production
En 2023, Charles Okpaleke a partagé des photos des coulisses (BTS) du tournage de Hijack 93: The Mad Men & The Aircraft. Il a mentionné sur Instagram qu'Efa Iwara joue le rôle de copilote aux côtés de John Dumelo. Dans son message, Okpaleke a révélé que les acteurs ont suivi une formation de trois mois dans une école d'aviation et que le tournage était terminé, entrant dans une longue phase de post-production.

## Précisions historiques

### Contexte politique du détournement
Le film se base sur le détournement d'un vol Nigerian Airways du 25 octobre 1993. L'avion Airbus A310 de Nigerian Airways était en route de Lagos à destination d'Abuja, au Nigeria, transportant 132 passagers et 11 membres d'équipage.
Le détournement se produit dans un contexte d'instabilité politique au Nigeria, à la suite de l'annulation de l'élection présidentielle du 12 juin 1993, largement considérée comme libre et équitable. L'annulation, effectuée par le général Ibrahim Babangida, dirigeant militaire, conduit à des manifestations généralisées et à des troubles civils, aboutissant à un climat politique tendu. Après la démission de Babangida, le chef Ernest Shonekan est installé comme président par intérim en août 1993, mais son administration doit faire face à une opposition importante.
Le film montre que le détournement a été orchestré par Mallam Jerry Yusuf, un professeur politique et révolutionnaire, leader du Mouvement pour l'avancement de la démocratie (MAD), un groupe rebelle opérant dans le pays,. Les pirates de l'air avaient initialement prévu de détourner l'avion vers Francfort, en Allemagne.

### Négociations et résolution
Le gouvernement nigérian, en collaboration avec les autorités nigériennes, a engagé des négociations avec les pirates de l'air. Après des heures de discussions tendues, les pirates de l'air, Richard Ajibola Ogunderu, Kabir Adenuga, Benneth Oluwadaisi et Kenny Razak-Lawal, ont accepté de libérer les otages en échange d'un passage sûr. Au cours des négociations, un passager aurait été tué, bien que les détails sur les circonstances du décès restent flous. 
L'affrontement s'est terminé pacifiquement après leur reddition aux autorités nigériennes. Ils ont ensuite été extradés vers le Nigéria, où ils ont été accusés de détournement d'avion. Il a été rapporté qu'il n'y avait eu aucune victime ni perte de vie parmi les passagers. Cependant, le film dramatise les événements, en montrant un accouchement pendant la prise d'otage ou encore une scène où une passagère est abattue par l'un des pirates de l'air,,.

## Sortie
Le 3 octobre 2024, Netflix publie la bande-annonce du film,,. Le film sort dans les salles de cinéma au Nigeria le 25 octobre 2024, par Play Network Studios, en partenariat avec Netflix,,.

## Réception

### Public
Après sa première le 25 octobre 2024, Le Détournement (Hijack '93) a rapidement attiré une audience importante sur Netflix, accumulant 3,2 millions de vues et obtenant une place dans la liste des dix meilleurs films de Netflix Nigeria au cours de sa première semaine. le film a connu un succès notable en atteignant la 9e position dans le classement de Netflix au Nigeria, ce qui en fait le quatrième titre Nollywood de 2024 à entrer dans ces classements.

### Critique
Neerja Choudhuri de Midgard Times a décrit Le Détournement comme un « thriller bien conçu », louant le scénario du film. Elle a déclaré : « Le scénario fait un travail remarquable en capturant les enjeux élevés à l'intérieur de l'avion, avec des tensions qui augmentent au fil des heures. » Neerja a également salué les « performances exceptionnelles » des acteurs et a attribué au film une note de 8 sur 10.
Omoleye Omoruyi de Technext24 a attribué au film Le Détournement une note de 2 étoiles sur 10, critiquant le film pour avoir offert « l'appât de l'intrigue historique » mais finalement livré « un fouillis de scènes vaguement connectées et une narration sans inspiration ». Selon Omoruyi, bien que le film mette en lumière un événement historique convaincant, il ne parvient pas à transmettre efficacement son récit, apparaissant comme « moins un film qu'un montage bâclé ». Il conclut : « Nous sommes venus pour faire l'expérience de l'histoire ; au lieu de cela, nous avons été détournés par les clichés ».

### Réponse de la famille des pirates de l'air
Le 26 octobre 2024, Pa Yemi Ogunderu, le père de Richard Ogunderu, l'un des pirates de l'air impliqués dans le détournement de la Nigerian Airways en 1993 pour protester contre l'annulation de l'élection présidentielle de 1993, largement considérée comme remportée par feu M.K.O. Abiola, a partagé ses réflexions dans une interview concernant le film. Il a déclaré : « Richard n'a jamais été un enfant violent et je n'aurais jamais pu m'attendre à de tels actes de sa part. C'est une personne facile à vivre et il n'a aucun regret. Son seul regret est qu'il aurait aimé rester au Niger, où il était devenu une célébrité ».